# نوع النشاط
نوع النشاط (LOB) هو مصطلح عام يشير إلى مجموعة من واحد أو أكثر من المنتجات وثيقة الصلة ببعضها، والتي تخدم قطاعًا معينًا من صفقات العملاء أو حاجة تجارية.
ففي بعض القطاعات الصناعية، مثل التأمين، فإن «نوع النشاط» له تعريف محاسبي وتشريعي يدل على مجموعة قانونية من وثائق التأمين. وقد يمثل نوع النشاط وحدة أعمال وثيقة الصلة من الناحية الإستراتيجية، أو قد لا يكون كذلك.
عادةً ما يشير المصطلح «نوع النشاط» إلى وحدة أعمال داخلية في مؤسسة، بينما يشير مصطلح «الصناعة» إلى الصورة الخارجية التي تشمل كل المنافسين الموجودين في أسواق مشابهة. وغالبًا، ما يتم تحديد موقع أو مكانة نوع النشاط في أي صناعة باستخدام تحليل القوى الخمس لمايكل بورتر، أو غيره من طرق التحليل الصناعي والتصنيفات الصناعية ذات الصلة.

## تطبيقات الحاسوب
في مجال الحوسبة، تعد «تطبيقات نوع النشاط» واحدة من فروع تطبيقات الحاسوب المهمة والتي تلعب دورًا حيويًا في إدارة أي مشروع. على سبيل المثال:

«أصبحت الحوكمة أحد الموضوعات الهامة في مجال البنية الخدمية (SOA) على مدار العام الماضي. ونظرًا لأن استخدام الشركات للبنية الخدمية (SOA) أصبح فعليًا، أصبحت البنية الخدمية تخصصًا تجاريًا، بعد أن أصبحت الحاجة إلى التأكد من أن الأجهزة تعمل بشكل جيد أحد اهتمامات العاملين في مجالات البنية الخدمية.»

## تطبيقات نوع النشاط للأجهزة المحمولة
ينطبق مفهوم تطبيقات نوع النشاط للأجهزة المحمولة على تطبيقات نوع النشاط التي يتم تشغيلها على الحواسيب المحمولة أو أجهزة المساعد الرقمي الشخصي (PDA) - وخصوصًا الأجهزة قوية البنية حتى تستخدم في معالجة المعاملات التجارية في موقع العميل بأقل استخدام للورق.
ويعد تطبيق محاسبة المسار (Route Accounting) مثالاً على تطبيقات الأجهزة المحمولة التقليدية.